# Dům Mozart
Dům Mozart stojí v centru lázeňské části Karlových Varů v městské památkové zóně na Staré louce č. 371/18. Stavba ve stylu romantického historismu pochází patrně z roku 1868.

## Historie
Dům, jak jej známe dnes, vznikl přestavbou domu Drei rote Rosen (Tři rudé růže) zmiňovaného k roku 1756. Přestavba se uskutečnila pravděpodobně kolem roku 1868. Kdo stavební plány navrhl a kdo přestavbu uskutečnil, není známo. Podle charakteru dekorace fasády s prvky romantického historismu se předpokládá účast karlovarského stavitele Johanna Voigta.

## Ze současnosti
V roce 2014 byl dům zmíněn v programu regenerace Městské památkové zóny Karlovy Vary pro období 2014–2024 s označením stavu jako vyhovující.
V současnosti (květen 2021) je dům evidován jako objekt k bydlení v soukromém vlastnictví. Je využíván jako hotel.

## Popis
Čtyřpodlažní dům s obytným podkrovím ve stylu romantického historismu se nachází v ulici Stará louka č. 371/18. Hlavním prvkem dekorace fasády je naznačený střední rizalit ukončený nízkým trojúhelným frontonem. Ten je doplněn obloučkovým vlysem a čtyřlisty. Segmentové okenní otvory jsou osazeny konzolkovými nadokenními římsami. Čtvrté podlaží je řešeno sdruženými půlkruhovými okny, což vytváří dojem arkatury. Uprostřed je umístěna deska s reliéfem Mozarta a jeho signaturou.

## Zajímavost

### Johann Wolfgang Goethe
V roce 1786 zde při svém druhém karlovarském léčebném pobytu bydlel německý básník Johann Wolfgang Goethe, čímž se dům dostal mezi tzv. Goethovské domy v Karlových Varech. Goethe jezdil do karlovarských lázní v letech 1785–1823. V roce 1785 byl ubytován v domě Bílý zajíc, roku 1795 v domě Madrid a nejvíce Goethových pobytů zaznamenal dům U Tří mouřenínů (1806, 1807, 1808, 1810, 1811, 1812, 1818, 1819 a 1820). Poslední jeho pobyt se uskutečnil roku 1823 v domě Zlatý pštros.